# Rampage – Big Meets Bigger
Rampage – Big Meets Bigger (Originaltitel: Rampage, deutsch Randale, Wutanfall) ist ein Science-Fiction-Abenteuerfilm von Brad Peyton, der am 10. Mai 2018 in die deutschen Kinos kam. Der Film ist eine Adaption des Videospiels Rampage.

## Handlung
Im Weltall wird die Raumstation Athena 1 des Gentechnikunternehmens Energyne nach der Mutation einer Riesen-Laborratte zerstört. Dr. Kerry Atkins überlebt als einzige und kann sich mit Genproben in eine Evakuierungskapsel retten. Die Kapsel explodiert im All und die drei Probenbehälter stürzen in die Everglades, einen Wald in Wyoming und in das San Diego Wildlife Sanctuary. Ein Krokodil und ein Wolf werden infiziert und mutieren bald zu gewaltigen Ungeheuern.
Der Primatenforscher Davis Okoye, ein ehemaliger Special-Forces-Soldat der US-Army und einer Anti-Wilderei-Einheit, der im San Diego Wildlife Sanctuary arbeitet, hat zwar aufgrund der Wilderei Probleme im Umgang mit seinen Mitmenschen, doch mit dem außergewöhnlich intelligenten Albino-Gorilla George, den er nach dem Tod von dessen Eltern von klein an aufgezogen hat, verbindet ihn eine unerschütterliche Freundschaft. Sie können sich hervorragend durch Gebärdensprache verständigen. Als jedoch George die Dämpfe des zerstörten Probenbehälters einatmet, mutiert der sanftmütige Affe ebenfalls zu einem rasenden Monster von gewaltigen Ausmaßen. Bald muss Okoye entdecken, dass es noch andere, ähnlich veränderte Alpha-Räuber gibt, die durch den Norden Amerikas ziehen und alles auf ihrem Weg zerstören. Okoye tut sich mit der diskreditierten Gentechnikerin Dr. Kate Caldwell, die früher für Energyne arbeitete und einen Hass auf das Unternehmen und insbesondere auf die skrupellose Leiterin Claire Wyden hat, der sie die Schuld am Tod ihres Bruders gibt, zusammen, um ein Gegenmittel zu beschaffen und sich durch ein sich ständig wandelndes Schlachtfeld zu kämpfen.
Claire Wyden und ihr Bruder, deren Tests zur illegalen Entwicklung biologischer Waffen dienen, entsenden ein von ihnen gekauftes Sicherheitsunternehmen, angeführt von einem Mann namens Burke, dem es gelingt, einen der abgestürzten Behälter zu finden. Dabei geraten sie mit dem mutierten Wolf aneinander und einige von ihnen, einschließlich Burke, kommen um.
Auch der Behälter in San Diego wird aufgespürt und der betäubte George von einer Regierungs-Organisation unter dem Kommando von Harvey Russell gefangen und in ein Flugzeug verfrachtet. Davis und Kate werden gefesselt und ebenfalls mitgenommen. Allerdings erwacht George, der durch seine Mutation sehr hungrig und aggressiv wird, und bringt das Flugzeug zum Absturz. Davis und Kate überleben und retten Russell durch einen rechtzeitigen Fallschirmabsprung. Nun schaltet sich auch das Militär ein. In der Zentrale finden Davis und Kate in Anwesenheit des Colonels heraus, dass George und der Wolf beide auf dem Weg nach Chicago sind. Claire Wyden lockt sie mit einem Radio-Signal auf dem Dach des Energyne-Gebäudes dorthin, um sie zu töten und ihr Genmaterial an Waffenhändler zu verkaufen. Davis und Kate machen sich auf den Weg nach Chicago und treffen ein, als George und der Wolf in der Stadt eine Schneise der Zerstörung hinterlassen. Auch das Krokodil ist inzwischen durch den Fluss nach Chicago gekommen. Davis und Kate dringen ins Energyne-Gebäude ein, um das Heilmittel, das zwar die Größe nicht mehr rückgängig machen kann, aber die abnorme Aggressivität ausschaltet, zu stehlen, werden jedoch von Wyden und ihrem Bruder aufgehalten. Claire schießt Davis an, nimmt Kate als Geisel und zwingt sie, mit hinauf zu einer Hubschrauber-Plattform zu gehen. Oben taucht Davis wieder auf. Wyden will, dass George Kate tötet, als dieser, angelockt durch das Signal, oben ankommt und angreift. Doch Kate gelingt es, Claire mitsamt einer Ampulle des Heilmittels in der Tasche von George fressen zu lassen. Die angreifenden Monster, auch das mutierte Krokodil, beschädigen das Gebäude jedoch so sehr, dass es einstürzt. Nachdem George wieder umgepolt ist, sodass er zu seinem normalen Verhalten zurückkehrt, retten sich Davis und Kate, indem sie mit einem Hubschrauber eine Bruchlandung machen. Inzwischen will das Militär die Stadt bombardieren, doch Russell verhindert den Luftangriff gerade noch. Davis stellt sich gemeinsam mit George den anderen Monstern entgegen und der Wolf wird getötet. Bei einem heftigen Kampf gegen das Krokodil wird George schwer verletzt. Es gelingt ihnen, das Krokodil zu töten, aber George erliegt scheinbar seinen Verletzungen. Davis und Kate trauern, doch George beginnt zu blinzeln und gibt Davis durch Gebärdensprache zu verstehen, dass er nur zum Spaß so getan hat, sehr zu Davis‘ und Kates Freude. Davis bedankt sich bei Harvey Russell für das Verhindern des Luftangriffs und sie wollen nun helfen die Stadt aufzuräumen und Zivilisten zu retten. 

## Produktion
Der Film ist eine Adaption des Videospiels Rampage, einem Arcade-Spiel, das 1986 von Bally Midway entwickelt wurde und in dem bis zu drei Spieler gleichzeitig spielen können. Ziel des Spieles ist es, Häuser zu zerstören, was von drei Monstern erledigt wird, einem Gorilla, einem Dinosaurier und einem großen Werwolf, die dies entweder durch Fausthiebe oder durch Fußtritte erledigen. Ursprünglich handelte es sich bei den drei Monstern um die Menschen George, Lizzie und Ralph, die verwandelt worden waren.
Regie führt Brad Peyton. Im November 2016 sagte dieser, dass der Film „emotional, unheimlich und echt“ sein soll. Peyton bestätigte zudem, dass die ursprünglichen Monster aus dem Arcade-Klassiker dieselben bleiben würden: “There’s the three, the lizard, the ape and the wolf, so we’re keeping it similar, but you’ll have to stay tuned to find out where we’re going with this.”
Frühzeitig wurde die Besetzung mit Dwayne Johnson bekannt, der im Film Davis Okoye spielt. Jason Liles übernahm die Rolle von George. Weitere Schauspieler sind Jack Quaid und Matt Gerald. Die deutsche Synchronisation entstand im Auftrag der Interopa Film GmbH, Berlin. Ingo Albrecht leiht in der deutschen Fassung Davis Okoye seine Stimme.
Gedreht wurde der Film in Chicago, im Stone Mountain Park in Stone Mountain und am ebenfalls in Georgia gelegenen Macon Airport. Die Filmmusik wurde von Andrew Lockington komponiert. Der Soundtrack zum Film, der neben der Musik von Lockington auch den neuen Song The Rage von Kid Cudi enthält und insgesamt 24 Musikstücke umfasst, wurde Mitte April 2018 von WaterTower Music als Download veröffentlicht.
Der Film feierte am 4. April 2018 in Los Angeles seine Weltpremiere. Die Europapremiere fand am 11. April 2018 am Leicester Square in London statt. Am 13. April 2018 kam der Film in die Kinos im Vereinigten Königreich, in den USA und in die chinesischen Kinos. Am 10. Mai 2018 kam der Film in die deutschen Kinos. Am 13. Januar 2020 wurde der Film in das Programm von Netflix aufgenommen.

## Rezeption

### Altersfreigabe
In den USA wurde der Film von der MPAA als PG-13 eingestuft. In Deutschland wurde er von der FSK ab 12 Jahren freigegeben. In der Freigabebegründung heißt es: „Der Film enthält eine Reihe rasanter und effektreicher Actionszenen, die aber deutlich überspitzt und realitätsfern inszeniert sind. Es kommen auch Menschen zu Tode, aber diese Szenen werden nicht ausgespielt und sind meist aus der Distanz zu sehen. 12-Jährige sind fähig, die Geschehnisse als irreale Action-Abenteuergeschichte zu erkennen und eine angemessene emotionale Distanz zu wahren.“

### Kritik
Der Filmdienst sieht in Rampage – Big Meets Bigger eine „unterhaltsame Wiederbelebung des Tiermonster-Horrorfilms als sinnfreies Spektakel voller Action und Schauwerte“, der „ein kindliches Vergnügen an der Zerstörung [bedient], das nicht weiter hinterfragt wird.“

### Einspielergebnis
Den Produktionskosten von rund 120 Millionen US-Dollar stehen bislang Einnahmen aus Kinovorführungen von rund 428 Millionen US-Dollar gegenüber. Hierdurch befindet sich der Film auf Platz 18 der erfolgreichsten Filme des Jahres 2018. In Deutschland verzeichnet der Film 316.302 Besucher.

### Auszeichnungen
Hollywood Professional Association Awards 2018
- Nominierung in der Kategorie Outstanding Visual Effects – Feature Film (Erik Winquist, Benjamin Pickering, Stephen Unterfranz, Thrain Shadbolt, David Clayton)[22]

Satellite Awards 2018
- Nominierung für die Besten visuellen Effekte[23]

Teen Choice Awards 2018
- Nominierung in der Kategorie Choice Movie: Sci-Fi
- Nominierung als Bester Science-Fiction-Film-Darsteller (Dwayne Johnson)
- Nominierung als Beste Science-Fiction-Film-Darstellerin (Naomie Harris)[24]